# NGC 6915
NGC 6915 is een spiraalvormig sterrenstelsel in het sterrenbeeld Arend. Het hemelobject werd op 24 juli 1863 ontdekt door de Duitse astronoom Albert Marth.

## Synoniemen
- IRAS 20251-0314
- PGC 64729